# リー・トレビノ
リー・トレビノ（Lee Trevino、1939年12月1日 - ）はアメリカ合衆国のプロゴルファー。メキシコ系アメリカ人の象徴的存在であり、しばしば「スーパーメックス」、「メリー・メックス」と呼ばれている。

## 生い立ち
トレビノはテキサス州ダラスでメキシコ人の血をひく家庭に生まれた。彼は母親のフアニータ・トレビノと墓掘り人であった祖父のジョー・トレビノに育てられた。幼い頃に家を去った父ジョセフ・トレビノの記憶は全くなかった。幼児期の生活は、学校にはほとんど通わず、家族のために働いて金を稼ぐ事から成り立っていた。5歳の時から綿農場で働き始めている。
叔父が1本の古いゴルフクラブと幾つかのボールを与えてくれたことがゴルフを始めるきっかけとなった。その後近くのカントリークラブに忍び込んではプレーする事に自由時間を費やようになり、ダラス・アスレチック・クラブのキャディを始め、すぐに専任でキャディとして勤めるようになった。トレビノは働くために14歳で学校を辞めた。彼はキャディと靴磨きの仕事で週30ドルを稼いだ。キャディ小屋の裏側に3つのショートホールがあり、ここでゴルフの練習ができたので、毎日仕事の後に少なくとも300球のボールを打っていた。しばしば強い風が吹き、また芝の植生が薄いか、あるいは全くないような裸地（ベアグラウンド）から打っていたことが、独特な（多くの人が変則的と評する）コンパクトスイングを形作ったと言われる。様々なショットのレパートリーを持つが、極めつけはコントロールの効いたフェードボールであり、こんにちにおいても最良のショットメーカーであったと認識されている。
17歳の時にアメリカ海兵隊に入隊し4年間務め、1960年12月に第3海兵師団を除隊。彼の軍隊生活は海兵隊士官とのゴルフに費やされた。トレビノはゴルフのパートナーを務める事が、上等兵への昇進の助けになったと主張している。アジア地域での全軍ゴルフ競技でも好成績を残した。このときのライバルの一人だったオービル・ムーディーもトレビノの後を追うように1960年代後半に PGA ツアー入りしている。

## プロ転向後
退役の後、トレビノはテキサス州エルパソのクラブ専属プロになった。彼は一対一の賭けゴルフで臨時収入を得ていた。1967年からPGAツアーに参戦。2回目の全米オープン（1967年）出場で、優勝したジャック・ニクラスに8ストローク及ばないトータル283でまわり、5位でフィニッシュして6000ドルを稼いだ。ルーキーイヤーに26,472ドルを獲得し、PGAツアー年間賞金ランキング45位にくい込み、『ゴルフダイジェスト』によりルーキー・オブ・ザ・イヤーに選出された。
ツアー参戦2年目の翌1968年、ニューヨーク州ロチェスターのオーク・ヒル・カントリークラブで開催された全米オープンで勝利を収めた。トレビノはPGAツアーで6度のメジャー大会優勝を含む通算29勝をあげた。最も好調だったのは1970年代で、ジャック・ニクラスの最大のライバルであった。1970年に賞金王となり、1971年と1972年の2年間で10勝をあげた。この中にはニクラスを18ホールプレーオフの末に下した、1971年の全米オープン優勝が含まれている。この2週間後にカナディアン・オープンで優勝し、更に翌週には全英オープンでも優勝している。1971年、トッププロスポーツマンとしてヒコック・ベルト（Hickok Belt - 1950年から1976年まで年間最優秀プロスポーツ選手に与えられた記念品のベルト）を授与された。またスポーツ・イラストレイテッド誌のスポーツマン・オブ・ザ・イヤー、ABC「ワイド・ワールド・オブ・スポーツ」のスポーツ・アスリート・オブ・ザ・イヤーの称号も獲得した。
1975年のウェスタン・オープンが天候不良で中断されていた時、グリーン脇でキャディバッグに寄り掛かってくつろいでいた彼は、落雷を受けて脊柱を損傷した。トレビノは怪我を負った背骨の椎間板の手術を受けたが、背中のトラブルは彼のプレーを妨げ続けた。それにもかかわらず、1980年のマーク・マコーマックのワールドゴルフランキング（現在のものとは異なる）ではトム・ワトソンに次いで2位にランクされ、1984年の全米プロゴルフ選手権で44歳にしてメジャー6勝目を飾った。
トレビノは20以上の国際大会や非公式のプロトーナメントで優勝した。彼はシニアPGAツアー（現在のチャンピオンズツアー）の初期の成功に尽力した、カリスマ的なスタープレーヤーの1人で、メジャー大会4勝を含む29勝をあげた。1990年と1992年にはシニアの賞金王になった。
1983年から1989年までNBCテレビのPGAツアー中継番組で解説者を務めた。

### トレビノとマスターズ
1989年、トレビノが49歳でのマスターズでは初日を5アンダーの67で回り、単一ラウンド終了時点での最年長トーナメントリーダーとなった。20年前、1969年のマスターズ終了後、「マスターズのことは言わないでくれ。もう二度とあそこではプレーしない。招待するのは勝手だが俺は行かないよ。あのコースは俺には向いていないのだ」と話した。トレビノにとってオーガスタナショナルというクラブの雰囲気は居心地が悪く、また、ショットが左から右に曲がるフェード系を持ち球とするトレビノにはコースレイアウト自体が不向きなのだと談話した。
1970年、1971年、そして再び1974年には招待されたが辞退した。直前の2回を辞退した1972年、オーガスタナショナルのクラブハウスのロッカールーム施設を使うより自分のクルマのトランクにシューズや道具類を入れた方がましと考え、駐車場でシューズを履き替えた。もし彼が招待選手でなかったら、ロッカーからコースに出るのに厨房を通っていかなければならないという決まりがあることに我慢がならなかった。後年になりマスターズをボイコットしたことに関して、「あれは生涯最大のミスだった」、「オーガスタナショナルは世界で8番目に素晴らしい場所だ」、というまでになった。
初日を67で回った1989年のマスターズでは、最終的には 18位タイとなった。マスターズでの最高順位は 10位タイが 2回（1975年と1985年）となっている。

## プレースタイル
彼自身の解説によれば、彼のスタイルはアウト・トゥ・インのスイングから繰り出されるフェードボール（右打ちであれば軽く右にスライスする球筋）が特徴であり、これは慢性のフック（右打ちであれば左にそれていく球筋）病を克服するために考案された。これにより多くの感動的なショットと紙一重の勝利を生み出してきた。

## 業績・栄誉
- テキサス州エルパソには彼の名が付けられた街路がある。
- 1969年・1971年・1973年・1975年・1979年・1981年の6回ライダーカップのアメリカ合衆国代表選手となり、17勝7敗6分けという目覚しい記録を残した。1985年にはチームキャプテンを務めた。
- 年間最少平均ストロークの選手に与えられるバードン・トロフィーを1970年・1971年・1972年・1974年・1980年の5回獲得している。
- メキシコ系アメリカ人のために多くの奨学金やその他の資金援助を確立した。
- 自叙伝『トレビノの破天荒ゴルフ人生』(They Call Me Super Mex) を共同執筆した。
- 1981年世界ゴルフ殿堂入り。
- 2000年、『ゴルフダイジェスト』誌による古今の偉大なゴルファーの14番目にランクされた[5]。

## 人物像・特記事項
キャリア全般を通して彼は近づきやすくまたユーモラスで、報道陣からは頻繁に取材を受けた。晩年、「1967年のツアーにも出場していたが、そのときは冗談を言っても誰も笑わなかったのに、翌年に全米オープンで優勝したときに同じジョークを言ったらみんなが馬鹿笑いしたんだ」と語っている。
1971年の全米オープンはジャック・ニクラスとのプレーオフになったが、そのプレーオフのティーオフ前に、ゴムでできた蛇のオモチャをニクラスに投げつけた。これは彼の娘がジョークでバッグの中に入れておいたもので、後日ニクラスが明らかにしたところでは、その蛇を見つけたニクラスが、「よく見たいから放ってくれ」とトレビノに頼んだのだという。トレビノはゴムの蛇を掴み、わざとらしい動作でニクラスに向かってトスした。付近にいた女性が悲鳴を上げ、ニクラスは大笑いした。プレーオフはトレビノが 3 ストローク差の 68 でニクラスに勝利した。
あるトーナメントでトニージャクリンと一緒に回ることになったが、ジャクリンが「リー、今日は話をしたくない」と告げた。トレビノは「俺もあんたに話して欲しくない。聞いていてくれればいいのさ」と返した。
1975年のウェスタンオープン（イリノイ州シカゴ）で落雷事故に遭った後、この先コース上で嵐に遭ったらどうしますか、と質問されこう答えた、「1番アイアンを取り出して天に向けてかざすのさ。神様でも1番アイアンを打（撃）つのは難しいだろうからね」。だが後年、デイビッド・ファハティーとのインタビューでこうも語っている。事故の1週間前（全米オープン、同じくシカゴで行われた）に雷で試合が中断して回復待ちをしていた時、周囲の観客を喜ばそうとして「神様なら打てる、と言いながら1番アイアンを天に向けて振り上げたんだ。聞いていたみんなは喜んだ。そうしたら翌週本当に神様は実行した。だからあの事故は自業自得なんだ」。
またこうも語っている。「私は雷に打たれるという経験をし、4年間海兵隊にもいた。世界中を旅して、君が想像でき得るあらゆる場所に行った。もう奥さん以外恐いものは何一つ無いよ。」
トレビノは1996年のコメディ映画『俺は飛ばし屋/プロゴルファー・ギル』(Happy Gilmore) にカメオ出演している。

## 戦績

### PGAツアーの優勝歴（通算29勝）
| No. | 日付           | トーナメント                                        | スコア                     | ストローク差 | 2位の選手                                         |
| --- | -------------- | --------------------------------------------------- | -------------------------- | ------------ | ------------------------------------------------- |
| 1   | 1968年6月16日  | 全米オープン                                        | -5 (69-68-69-69=275)       | 4打差        | ジャック・ニクラス                                |
| 2   | 1968年11月10日 | ハワイアン・オープン                                | -16 (68-71-65-68=272)      | 2打差        | ジョージ・アーチャー                              |
| 3   | 1969年2月23日  | Tucson Open Invitational                            | -17 (67-70-68-66=271)      | 7打差        | ミラー・バーバー                                  |
| 4   | 1970年2月15日  | Tucson Open Invitational                            | -13 (66-68-72-69=275)      | プレーオフ   | en:Bob Murphy                                     |
| 5   | 1970年3月29日  | en:National Airlines Open Invitational              | -14 (69-66-68-71=274)      | プレーオフ   | en:Bob Menne                                      |
| 6   | 1971年4月25日  | Tallahassee Open Invitational                       | -15 (69-67-69-68=273)      | 3打差        | en:Jim Wiechers                                   |
| 7   | 1971年3月30日  | Danny Thomas Memphis Classic                        | -12 (66-66-69-67=268)      | 4打差        | リー・エルダー、 ヘール・アーウィン、 Randy Wolff |
| 8   | 1971年6月21日  | 全米オープン※                                       | イーブン (70-72-69-69=280) | プレーオフ   | ジャック・ニクラス                                |
| 9   | 1971年7月4日   | カナディアン・オープン                              | -18 (73-68-67-67=275)      | プレーオフ   | アート・ウォール・ジュニア                        |
| 10  | 1971年7月10日  | 全英オープン                                        | -14 (69-70-69-70=278)      | 1打差        | 呂良煥                                            |
| 11  | 1971年10月31日 | en:Sahara Invitational                              | -8 (69-72-73-66=280)       | 1打差        | ジョージ・アーチャー                              |
| 12  | 1972年5月21日  | Danny Thomas Memphis Classic                        | +1 (70-72-72-67=281)       | 4打差        | en:John Mahaffey                                  |
| 13  | 1972年7月15日  | 全英オープン                                        | -6 (71-70-66-71=278)       | 1打差        | ジャック・ニクラス                                |
| 14  | 1972年9月4日   | Greater Hartford Open Invitational                  | -15 (64-68-72-65=269)      | プレーオフ   | リー・エルダー                                    |
| 15  | 1972年9月17日  | en:Greater St. Louis Golf Classic                   | -11 (65-68-66-70=269)      | 1打差        | en:Deane Beman                                    |
| 16  | 1973年2月25日  | Jackie Gleason Inverrary- National Airlines Classic | -9 (69-69-69-72=279)       | 1打差        | en:Forrest Fezler                                 |
| 17  | 1973年3月11日  | Doral-Eastern Open                                  | -12 (64-70-71-71=276)      | 1打差        | ブルーズ・クランプトン、 en:Tom Weiskopf          |
| 18  | 1974年3月31日  | Greater New Orleans Open                            | -21 (67-68-67-65=267)      | 8打差        | ボビー・コール、 ベン・クレンショー               |
| 19  | 1974年8月11日  | 全米プロゴルフ選手権                                | -4 (73-66-68-69=276)       | 1打差        | ジャック・ニクラス                                |
| 20  | 1975年3月9日   | Florida Citrus Open                                 | -12 (69-66-70-71=276)      | 1打差        | ヘール・アーウィン                                |
| 21  | 1976年3月16日  | Colonial National Invitation                        | -7 (68-64-68-73=273)       | 1打差        | en:Mike Morley                                    |
| 22  | 1977年7月24日  | カナディアン・オープン                              | -8 (67-68-71-74=280)       | 4打差        | en:Peter Oosterhuis                               |
| 23  | 1978年5月14日  | Colonial National Invitation                        | -12 (66-68-68-66=268)      | 4打差        | en:Jerry Heard、 en:Jerry Pate                    |
| 24  | 1979年6月24日  | カナディアン・オープン                              | -7 (67-71-72-71=281)       | 3打差        | ベン・クレンショー                                |
| 25  | 1980年3月23日  | トーナメント・プレーヤーズ・チャンピオンシップ      | -10 (68-72-68-70=278)      | 1打差        | ベン・クレンショー                                |
| 26  | 1980年6月29日  | Danny Thomas Memphis Classic                        | -16 (67-68-68-69=272)      | 1打差        | en:Tom Purtzer                                    |
| 27  | 1980年9月21日  | San Antonio Texas Open                              | -15 (66-67-67-65=265)      | 1打差        | en:Terry Diehl                                    |
| 28  | 1981年4月19日  | MONY Tournament of Champions                        | -15 (67-67-70-69=273)      | 2打差        | en:Raymond Floyd                                  |
| 29  | 1984年8月19日  | 全米プロゴルフ選手権                                | -15 (69-68-67-69=273)      | 4打差        | ゲーリー・プレーヤー、 ラニー・ワドキンス         |

※ジャック・ニクラスを18ホールのプレーオフの末に下した。スコアはトレビノが68、ニクラスが71であった。

### その他の優勝（21勝）
- 1965年 en:Texas State Open
- 1966年 en:Texas State Open、en:New Mexico Open
- 1969年 ワールドカップ（en:Orville Moodyと共に）
- 1971年 ワールドカップ（ジャック・ニクラスと共に）
- 1972年 en:New Mexico Open
- 1973年 Chrysler Classic（オーストラリア）、en:Mexican Open
- 1974年 en:World Series of Golf（当時はまだPGAツアーの大会では無かった）
- 1975年 en:Mexican Open
- 1977年 en:Morocco Grand Prix
- 1978年 en:Benson & Hedges International Open（欧州PGAツアー）、en:Lancome Trophy（欧州PGAツアーの非公式大会）
- 1979年 en:Canadian PGA Championship
- 1980年 トロフィー・ランコム（欧州PGAツアーの非公式大会）
- 1981年 カシオワールドオープンゴルフトーナメント（日本ゴルフツアー）、Sun City Classic（南アフリカ共和国）、PGAグランドスラム・オブ・ゴルフ（アメリカの非公式大会）
- 1983年 en:Canadian PGA Championship
- 1985年 en:Dunhill British Masters
- 1987年 en:Skins Game

### チャンピオンズツアーの優勝（29勝）
- 1990年（7勝） en:Royal Caribbean Classic、en:Aetna Challenge、en:Vintage Chrysler Invitational、en:Doug Sanders Kingwood Celebrity Classic、en:NYNEX Commemorative、全米シニアオープン、en:Transamerica Senior Golf Championship
- 1991年（3勝） en:Aetna Challenge、en:Vantage at The Dominion、en:Sunwest Bank Charley Pride Senior Golf Classic
- 1992年（5勝） en:Vantage at The Dominion、ザ・トラディション、全米プロシニアゴルフ選手権、en:Las Vegas Senior Classic、en:Bell Atlantic Classic
- 1993年（3勝） en:Cadillac NFL Golf Classic、en:Nationwide Championship, en:Vantage Championship
- 1994年（6勝） en:Royal Caribbean Classic、全米プロシニアゴルフ選手権、en:PaineWebber Invitational、en:Bell Atlantic Classic、en:BellSouth Senior Classic at Opryland、en:Northville Long Island Classic
- 1995年（2勝） en:Northville Long Island Classic, en:The Transamerica
- 1996年（1勝） en:Emerald Coast Classic
- 1998年（1勝） en:Southwestern Bell Dominion
- 2000年（1勝） en:Cadillac NFL Golf Classic

太字はメジャー大会

### その他のシニア大会優勝（10勝）
- 1991年 en:Liberty Mutual Legends of Golf（en:Mike Hillと共に）
- 1992年 Mitsukoshi Classic、Liberty Mutual Legends of Golf（Mike Hillと共に）
- 1993年 American Express Grandslam
- 1994年 American Express Grandslam
- 1995年 Liberty Mutual Legends of Golf（Mike Hillと共に）
- 1996年 Liberty Mutual Legends of Golf（Mike Hillと共に）、Australian PGA Seniors' Championship
- 2000年 Liberty Mutual Legends of Golf - Legendary Division（Mike Hillと共に）
- 2003年 en:ConAgra Foods Champions Skins Game

### PGAメジャー大会の成績
| トーナメント | 1966 | 1967 | 1968 | 1969 |
| ------------ | ---- | ---- | ---- | ---- |
| マスターズ   | DNP  | DNP  | T40  | T19  |
| 全米オープン | T54  | 5    | 1    | CUT  |
| 全英オープン | DNP  | DNP  | DNP  | T34  |
| 全米プロ     | DNP  | DNP  | T23  | T48  |

| トーナメント | 1970 | 1971 | 1972 | 1973 | 1974 | 1975 | 1976 | 1977 | 1978 | 1979 |
| ------------ | ---- | ---- | ---- | ---- | ---- | ---- | ---- | ---- | ---- | ---- |
| マスターズ   | DNP  | DNP  | T33  | T43  | DNP  | T10  | T28  | DNP  | T14  | T12  |
| 全米オープン | T8   | 1    | T4   | T4   | CUT  | T29  | DNP  | T27  | T12  | T19  |
| 全英オープン | T3   | 1    | 1    | T10  | T31  | T40  | DNP  | 4    | T29  | T17  |
| 全米プロ     | T26  | T13  | T11  | T18  | 1    | T60  | CUT  | T13  | T7   | T35  |

| トーナメント | 1980 | 1981 | 1982 | 1983 | 1984 | 1985 | 1986 | 1987 | 1988 | 1989 |
| ------------ | ---- | ---- | ---- | ---- | ---- | ---- | ---- | ---- | ---- | ---- |
| マスターズ   | T26  | CUT  | T38  | T20  | 43   | T10  | 47   | CUT  | CUT  | T18  |
| 全米オープン | T12  | CUT  | CUT  | DNP  | T9   | CUT  | T4   | CUT  | T40  | CUT  |
| 全英オープン | 2    | T11  | T27  | 5    | T14  | T20  | T59  | T17  | CUT  | T42  |
| 全米プロ     | 7    | DNP  | DNP  | T14  | 1    | 2    | T11  | DNP  | CUT  | CUT  |

| トーナメント | 1990 | 1991 | 1992 | 1993 | 1994 | 1995 | 1996 | 1997 | 1998 | 1999 | 2000 |
| ------------ | ---- | ---- | ---- | ---- | ---- | ---- | ---- | ---- | ---- | ---- | ---- |
| マスターズ   | T24  | T49  | DNP  | DNP  | DNP  | DNP  | DNP  | DNP  | DNP  | DNP  | DNP  |
| 全米オープン | DNP  | CUT  | DNP  | DNP  | DNP  | DNP  | DNP  | DNP  | DNP  | DNP  | DNP  |
| 全英オープン | T25  | T17  | T39  | DNP  | CUT  | CUT  | DNP  | DNP  | DNP  | DNP  | CUT  |
| 全米プロ     | CUT  | DNP  | DNP  | DNP  | DNP  | DNP  | DNP  | DNP  | DNP  | DNP  | DNP  |

DNP = 出場せず

CUT = 予選落ち

"T" = 複数の選手と順位を分け合った（タイ）

グリーン地は優勝、黄色地はトップ10入りを表している。